# Cupania juglandifolia
Cupania juglandifolia là một loài thực vật có hoa trong họ Bồ hòn. Loài này được A.Rich. mô tả khoa học đầu tiên năm 1845.